# Muzeum naftového dobývání a geologie
Muzeum naftového dobývání a geologie se nachází v Hodoníně v Jihomoravském kraji. Muzeum provozuje občanské sdružení s cílem seznámit veřejnost s historií těžby ropy v tomto regionu a se současnými metodami průzkumu a těžby přírodních uhlovodíků.

## Popis
Muzeum vzniklo v roce 2004 rekonstrukcí budovy v areálu bývalých Dukelských kasáren. Slavnostní otevření proběhlo v roce 2006. Exponáty jsou vystaveny v interiéru a exteriéru. Ve vnitřních sálech jsou expozice, které zachycují naftové podnikání na území České a Slovenské republiky, modely, fotografie a menší stroje, sbírky hornin a interaktivní modely. Trvalá výstava je věnována rodině Redlichů. Venkovní prostory zahrnují exponáty těžebních strojů a další techniky.
V muzeu je každoročně pořádána Muzejní noc a výstava s burzou minerálů a fosílií.

## Historie těžby ropy na jižní Moravě
V roce 1913 byl proveden první ropný vrt na území Gbel. V hloubce 114 m byl objeven zemní plyn a v hloubce 163,8 m ropa. Její těžba byla zahájena 10. ledna 1914. Denní kapacita byla 15 tun. V blízkosti Hodonína na území vysušeného rybníka Nesyt bylo navrtáno ložisko ropy v roce 1919. Ložisko Vídeňské pánve bylo navrtáno v hloubce 217 m. Do roku 1955 bylo na ložisku navrtáno na 870 vrtů.

## Expozice muzea

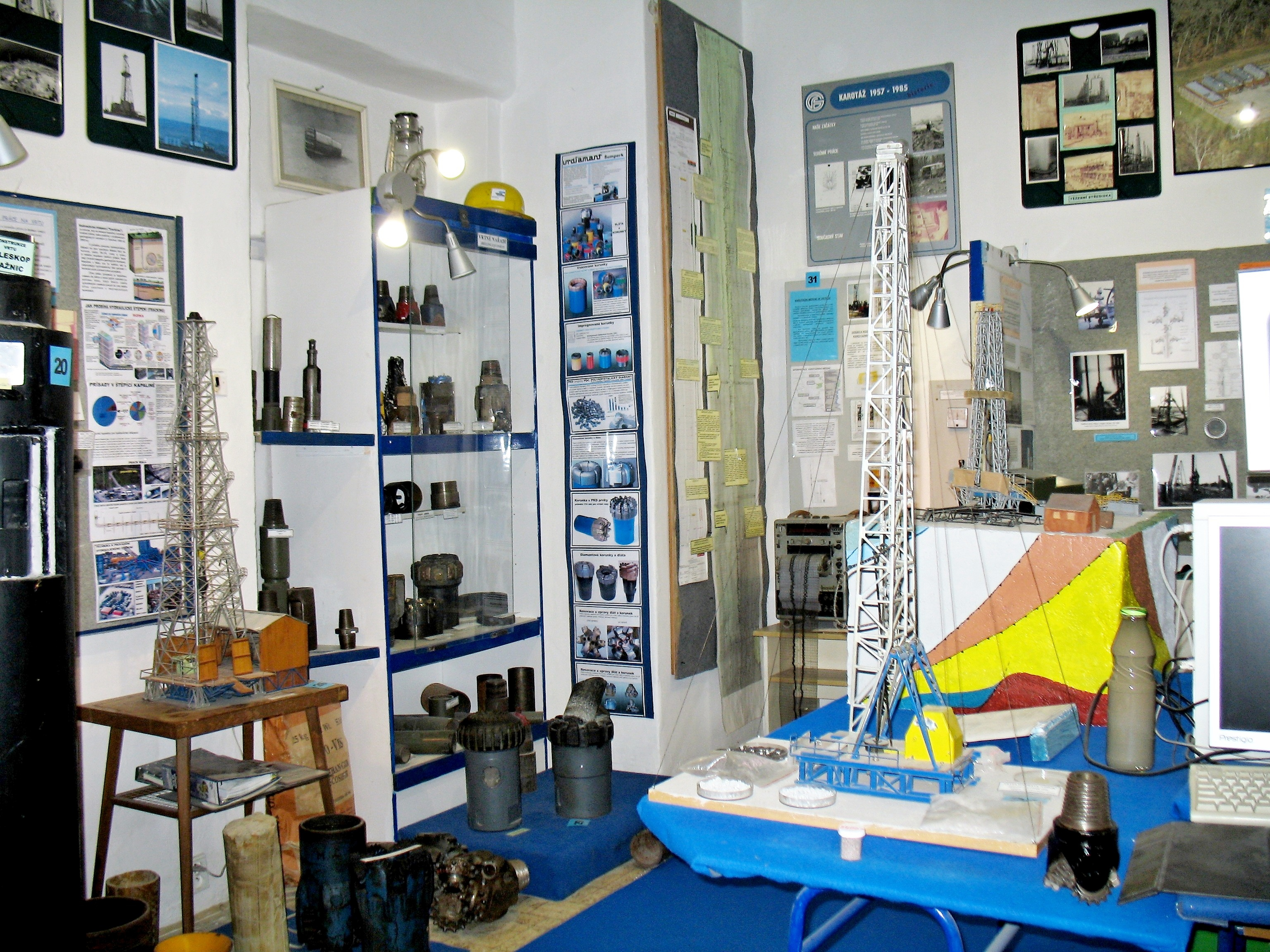
Modely vrtných zařízení a ukázky jejich částí
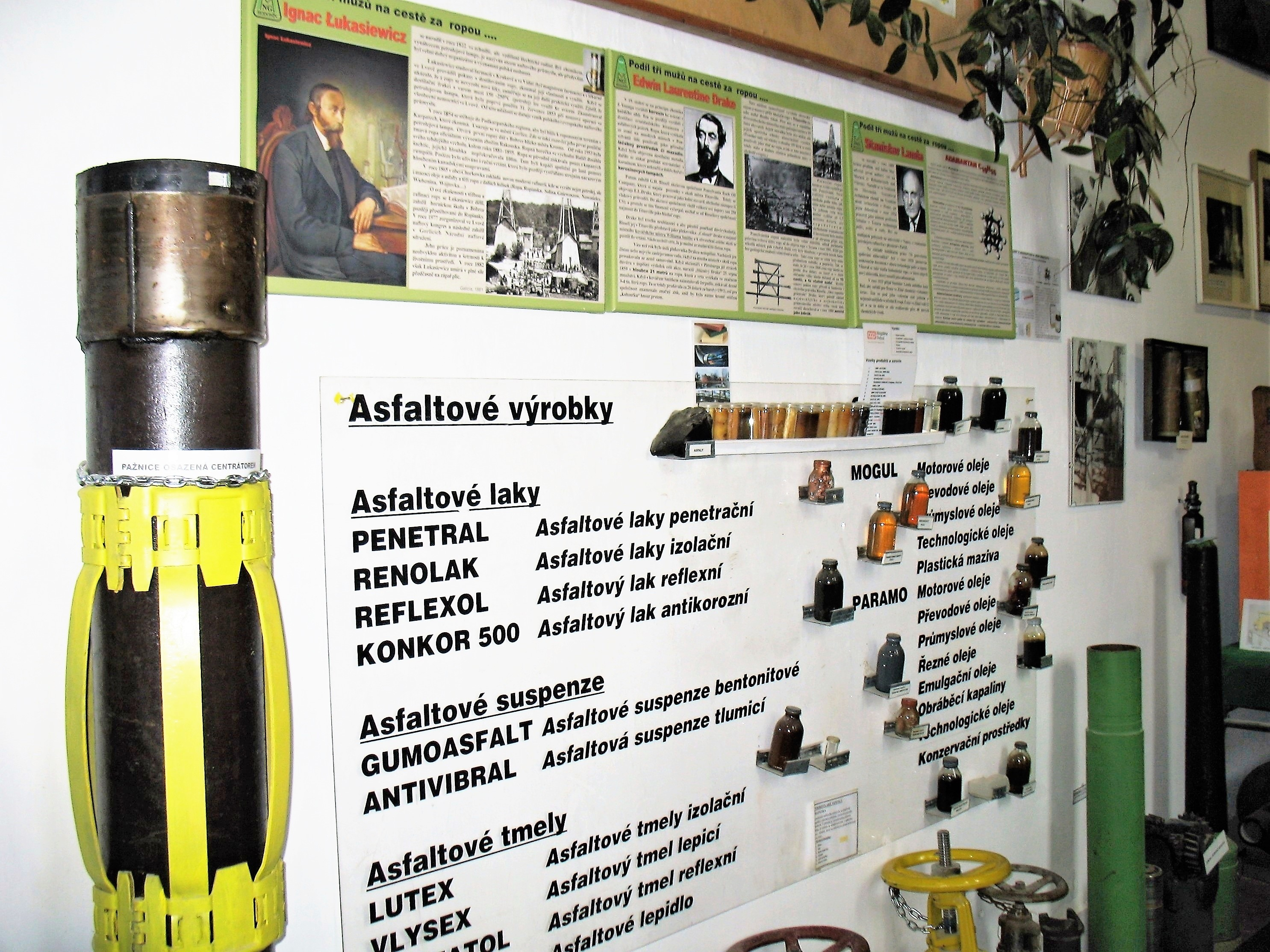
Přehled asfaltových výrobků
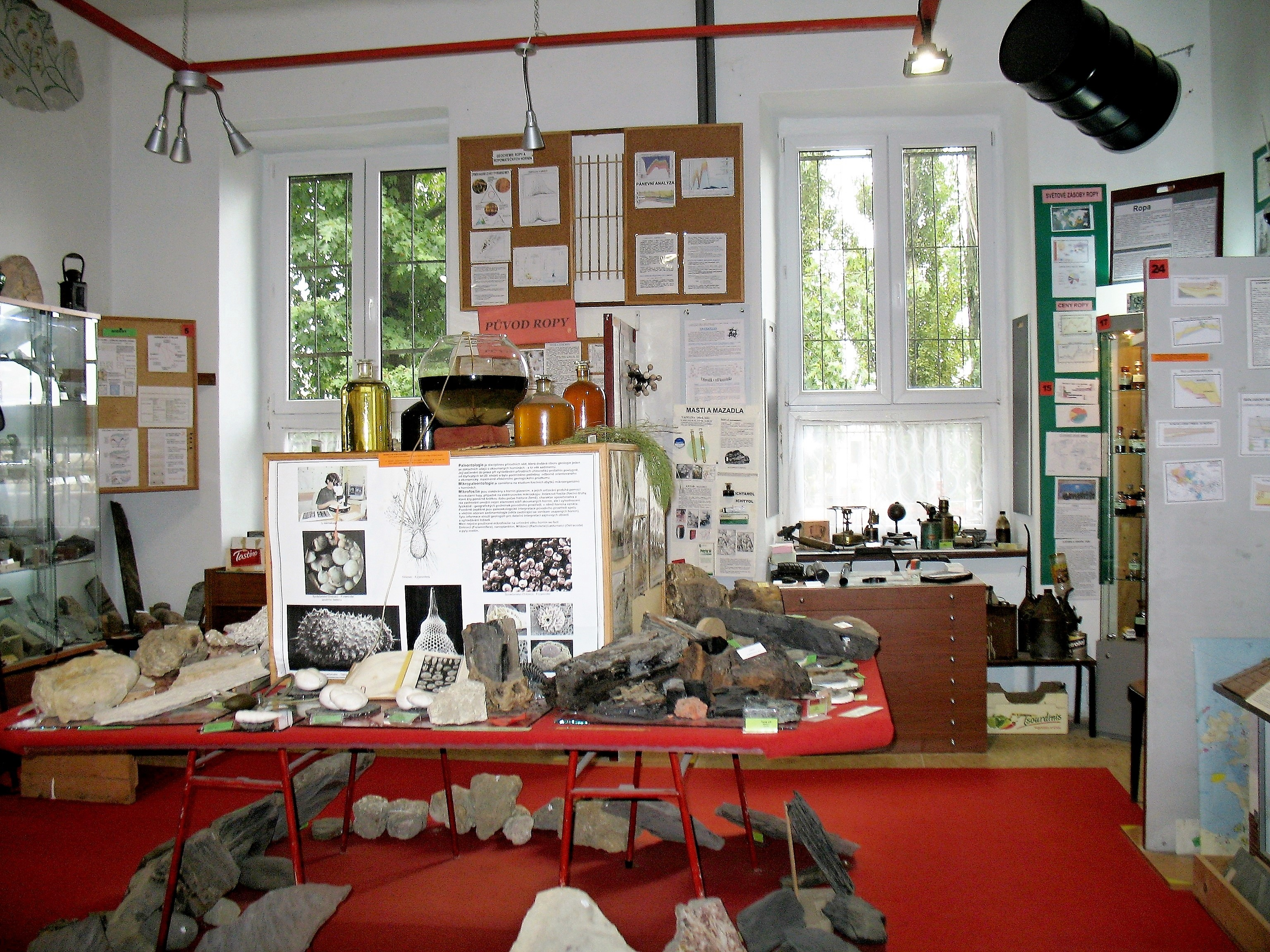
Sál s paleontologickými vzorky
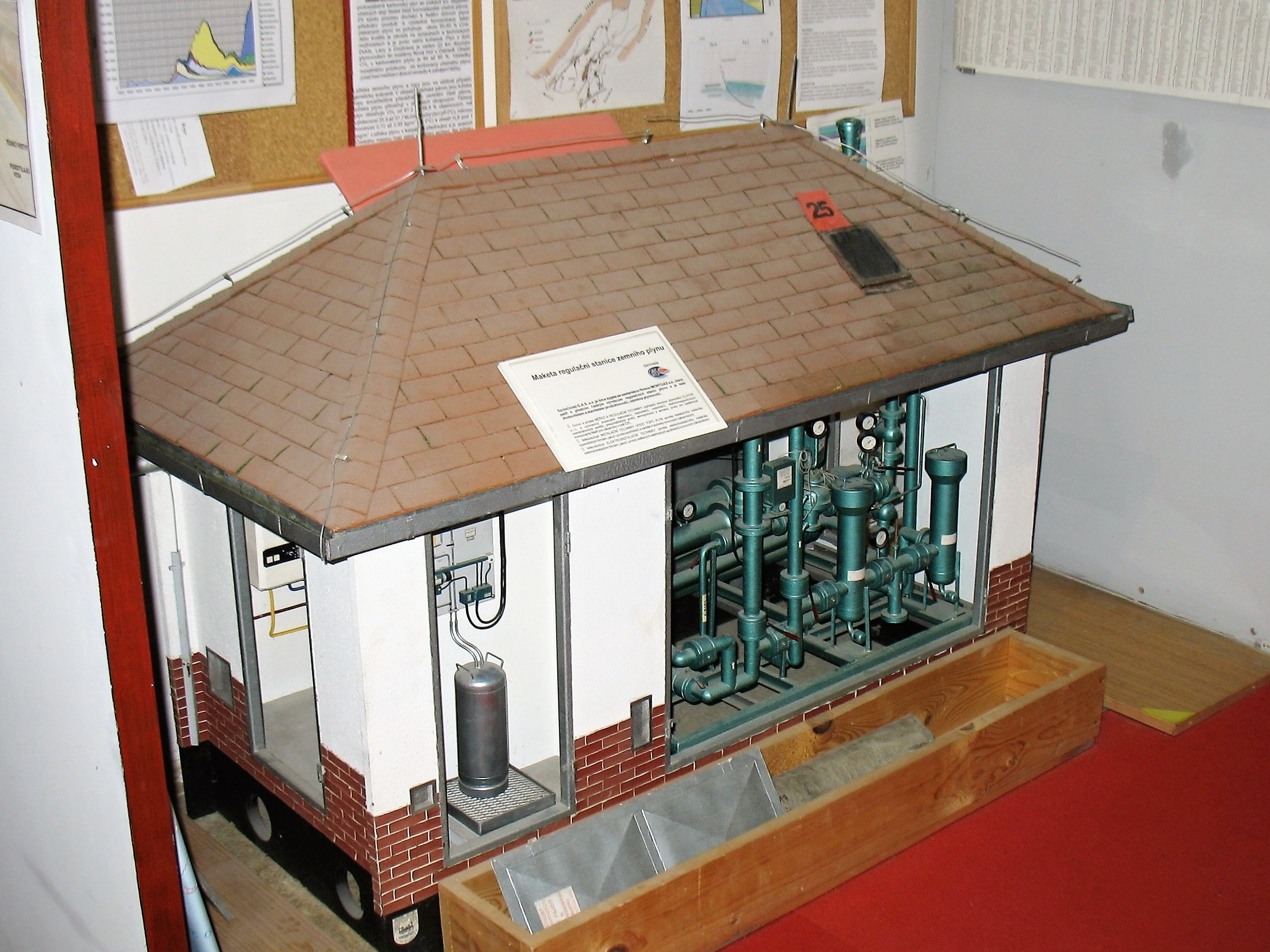
Model regulační stanice zemního plynu
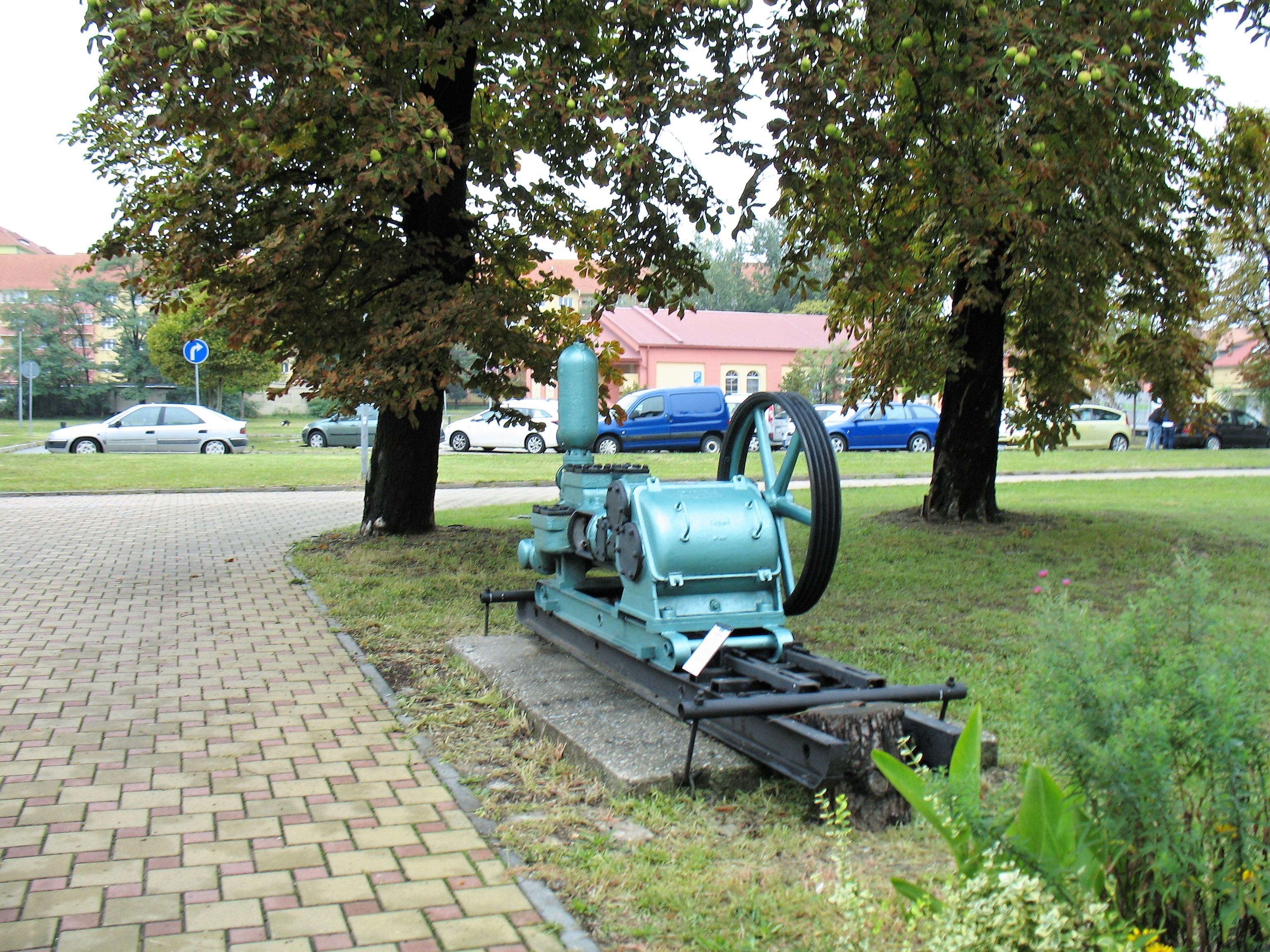
Venkovní expozice před vchodem do budovy